# Steins;Gate: Fuka Ryōiki no Déjà vu
«Steins;Gate: Fuka Ryōiki no Déjà vu» (яп. 劇場版 シュタインズ・ゲート 負荷領域のデジャヴ, укр. Брама Штейна: Площа завантаження дежавю) — аніме-фільм 2013, спродюсований White Fox. Продовжує сюжетну лінію свого попередника, аніме-серіалу Steins;Gate, заснованого на візуальному романі студій 5pb. і Nitroplus. Прем'єра в японських кінотеатрах відбулася 20 квітня 2013, фільм буде випущений на BD/DVD 13 грудня 2013.

## Сюжет
Сюжет фільму розгортається через рік після подій аніме-серіалу. Пройшовши через копіткий шлях «світових ліній» у зв'язку з винаходом Ді-Мейла (англ. D-Mail), текстових повідомлень, які можуть бути відправлені в минуле, Окабе Рінтаро потрапив у світову лінію Брами Штейна, в якій майбутнє не керується SERN завдяки винаходу машини часу, якої ніколи не існувало. З усім тим, Рінтаро скоро починає відчувати побічні ефекти його постійних подорожей у часі, які накопичуються і викликають зникнення Окабе з лиця землі. Тільки Курісу, дівчина, яку він врятував завдяки власним зусиллям, пам'ятає про нього через дежавю. Курісу доведеться знайти спосіб, щоб повернути Рінтаро.

## Виробництво
Steins;Gate: Fuka Ryōiki no Déjà vu був спершу анонсований у кінці аніме-серіалу 14 вересня 2011. Опенінг «Anata no Eranda Kono Toki o» (яп. あなたの選んだこの時を, укр. Момент, коли ви прийняли рішення) виконує Іто Канако, ендінг «Itsumo Kono Basho de» (яп. いつもこの場所で, укр. Завжди у цьому місці) — Ayane.
Фільм буде випущений на DVD і Blu-ray для домашнього відеорелізу в Японії 13 грудня 2013. Кілька версій буде випущено; стандартному DVD видання, стандартне Blu-ray видання, п'ятидискове Combo Pack, що містить кілька радіопостановок, і шість дисків Combo Pack, що містить радіопостановки на додаток до саундтреку фільму. Додаткові деталі будуть додані залежно від продавця. Японський реліз буде також включати англійські субтитри.

## Сприйняття
Фільм дебютував у вік-енду під № 7, зібравши 86 822 800 єн ($874 130) у 18 кінотеатрах в Японії. Пізніше зібрав 319 125 723 єн ($3 142 750) в прокаті, але впав на 12 сходинку під час свого третього вік-енду. Шікура Чійомару пізніше повідомив через свою Twitter-сторінку, що фільм зібрав понад 500 млн єн ($5 млн). Він додатково пояснив, що отримав тільки одну єну авторського гонорару від касових зборів. Під час висвітлення майбутнього Blu-Ray і DVD-релізів, Famitsu повідомив, що фільм зібрав у цілому понад 550 мільйонів єн ($5,6 млн).
Річард Ейсенбейс і Накамура Тоші на Kotaku.com заявили: «Цей фільм дійсно живе або вмирає від того, коли ви приєднуєтеся до Курісу й Окабе — враховуючи дивовижне виконання своїх ролей сейю, кращої гри я уявити собі не в змозі», і назвали цей фільм як «відмінний епілог історії Steins;Gate».